# Roselys Guacarán
Roselys Guacarán  es una deportista venezolana que compitió en judo. Ganó una medalla de plata en los Juegos Panamericanos de 1999, y tres medallas de bronce en el Campeonato Panamericano de Judo entre los años 1996 y 1999.

## Palmarés internacional
| Juegos Panamericanos    | Juegos Panamericanos            | Juegos Panamericanos | Juegos Panamericanos |
| Año                     | Lugar                           | Medalla              | Categoría            |
| ----------------------- | ------------------------------- | -------------------- | -------------------- |
| 1999                    | Winnipeg (Canadá)               | Medalla de plata     | –48 kg               |
| Campeonato Panamericano |                                 |                      |                      |
| Año                     | Lugar                           | Medalla              | Categoría            |
| 1996                    | San Juan (Puerto Rico)          | Medalla de bronce    | –45 kg               |
| 1998                    | Santo Domingo (Rep. Dominicana) | Medalla de bronce    | –45 kg               |
| 1999                    | Montevideo (Uruguay)            | Medalla de bronce    | –48 kg               |